# Lista comunelor din Cehia
Lista comunelor din Cehia se poate referi la:
- Comunele Cehiei (A)
- Comunele Cehiei (B)
- Comunele Cehiei (C)
- Comunele Cehiei (Č)
- Comunele Cehiei (D)
- Comunele Cehiei (E)
- Comunele Cehiei (F)
- Comunele Cehiei (G)
- Comunele Cehiei (H)
- Comunele Cehiei (Ch)
- Comunele Cehiei (I)
- Comunele Cehiei (J)
- Comunele Cehiei (K)
- Comunele Cehiei (L)
- Comunele Cehiei (M)
- Comunele Cehiei (N)
- Comunele Cehiei (O)
- Comunele Cehiei (P)
- Comunele Cehiei (R)
- Comunele Cehiei (Ř)
- Comunele Cehiei (S)
- Comunele Cehiei (Š)
- Comunele Cehiei (T)
- Comunele Cehiei (U)
- Comunele Cehiei (Ú)
- Comunele Cehiei (V)
- Comunele Cehiei (X)
- Comunele Cehiei (Z)
- Comunele Cehiei (Ž)